# Tamara Bikova
Tamara Vladimirovna Bikova (rus. Тамара Владимировна Быкова, Rostov na Donu, 21. prosinca 1958.) je bivša sovjetska atletičarka, skakačica u vis.
U svojoj dugogodišnjoj karijeri sudjelovala je na svim većim atletskim natjecanjima. Najveći uspjeh joj je pobjeda na 1. SP u atletici 1983. godine i brončana medalja na OI u Seoulu 1988. godine. 
Od 1983./85. godine tri puta je postavljala svjetski rekord.

## Vanjske poveznice
- IAAF profil Tamare Bikove  Arhivirana inačica izvorne stranice od 6. kolovoza 2010. (Wayback Machine)